# Diariusz sejmowy

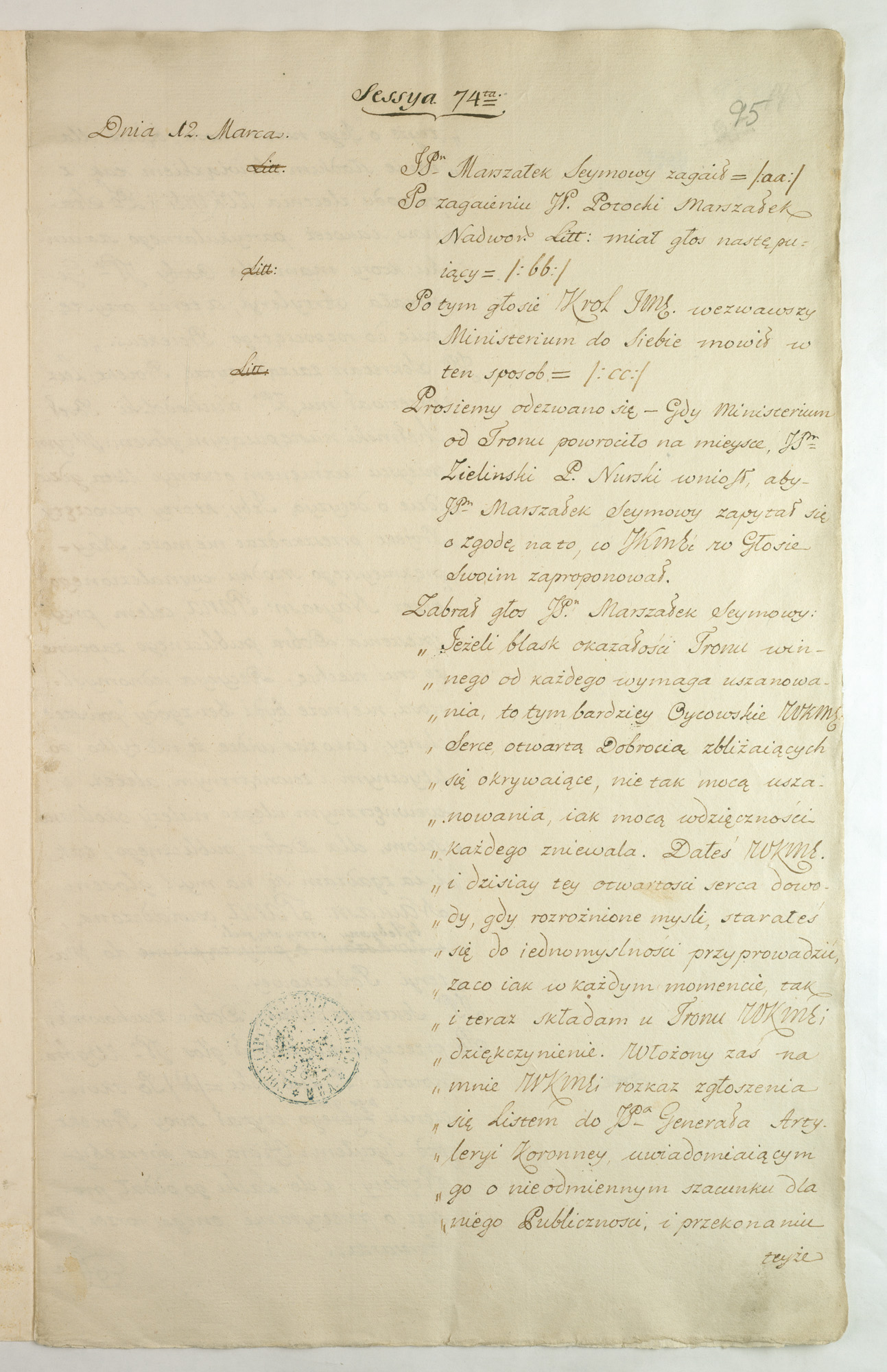
Strona z diariusza Sejmu Czteroletniego, 1789

Diariusz sejmowy – rodzaj sejmowego dziennika, w którym są streszczane wszystkie podejmowane przez sejm uchwały. Wraz z każdą uchwałą jest podawany jej wynik głosowania. Diariusz sejmowy ma charakter dokumentu prywatnego.